# DOWAエコシステム
DOWAエコシステム株式会社（どうわエコシステム、英文社名 DOWA ECO-SYSTEM Co., Ltd. ）は、DOWAグループの環境・リサイクル事業を手がける企業である。

## 概要
2006年（平成18年）10月1日に、同和鉱業の社内カンパニーであるエコビジネス&リサイクルカンパニーを継承して発足した。
母体となった同和鉱業は銅や亜鉛などの鉱山開発を行っていた。これらの鉱石には不純物として様々な非鉄金属が混入しており、それを分離して抽出、除去する技術を有していた。この技術を応用し、廃棄された家電製品や携帯電話などの廃棄物から、レアメタルなど枯渇の危機にある物質を抽出する技術を開発し、事業として展開している。
物質を分離して抽出する技術は、土壌浄化等の分野にも応用されている。

## 事業所所在地
- 本社 - 東京都千代田区外神田4-14-1
- 営業所
  - 名古屋営業所 - 愛知県名古屋市中区錦1-13-26
  - 大阪営業所 - 大阪府大阪市北区堂島2-4-27
  - 九州営業所 - 福岡県福岡市博多区博多駅前1-4-1
- 環境技術研究所 - 秋田県大館市花岡町大森山下65-1

## グループ企業
- イ－・アンド・イ－ ソリューションズ株式会社
- エコシステム秋田株式会社
- エコシステム千葉株式会社
- エコシステム花岡株式会社
- エコシステム小坂株式会社
- エコシステム岡山株式会社（旧・同和鉱業岡山工場リサイクル部門）
- エコシステム山陽株式会社
- 光和精鉱株式会社
- ジオテクノス株式会社
- エコシステムリサイクリング株式会社
- 株式会社エコリサイクル
- アクトビーリサイクリング株式会社
- エコシステムジャパン株式会社
- DOWA通運株式会社
- グリーンフィル小坂株式会社